# 0 januari
0 januari används ibland som alternativt namn för 31 december.
0 januari är dagen före 1 januari i en efemerid. Därmed behålls datumet i året denna efemerid publicerades, utan att referera till föregående år fastän det är samma datum som 31 december föregående år.
0 januari används också om efemeridsekund, "0 januari 1900 vid 12 timmars efemerid tid". 0 januari 1900 0 (vid Greenwich Mean Noon) är också epoken använd av Newcomb's Tables of the Sun, vilket blivit epoken för Dublins julianska datum.
I Microsoft Excel, är datumet 0 i datumformatet 1900 0 januari 1900.